# Moulaï Abou Abdallah
Vous pouvez aider à l'améliorer ou bien discuter des problèmes sur sa page de discussion.
- Certaines informations devraient être mieux reliées aux sources mentionnées dans la bibliographie ou les liens externes. Améliorez sa vérifiabilité en les associant par des références. (Marqué depuis février 2025)
- Son texte doit être wikifié : il ne correspond pas à la mise en forme Wikipédia (style, typographie, liens internes, liens entre les wikis, etc.). (Marqué depuis février 2025)
- Les conventions bibliographiques ne sont pas respectées. La bibliographie et les liens externes sont à corriger. (Marqué depuis février 2025)
- Il n’est pas rédigé dans un style encyclopédique. (Marqué depuis février 2025)
- La traduction doit être revue. Le contenu est difficilement compréhensible à cause d’erreurs de traduction, peut-être dues à l’utilisation d’un logiciel de traduction automatique. (Marqué depuis février 2025)

Abu Abd-Allah Muhammad al-Muntasir (arabe : أبو عبد الله محمد المنتصر الثاني) était le calife hafside d'Ifriqiya de 1434 à 1435.

## Biographie
Abu Abd-Allah Muhammad al-Muntasir était le fils d'Abu Abdallah Muhammad al-Mansour et d'une concubine chrétienne de Valence connue sous le nom de Rīm. Son père était le fils et héritier présumé d'Abou Faris Abd al-Aziz II, mais il mourut avant son père en 1430. Sur ce, Abou Faris prit la mesure inhabituelle de déclarer son petit-fils héritier, alors que la convention lui dictait de choisir un autre de ses fils.
Des bagarres éclatent rapidement entre ses oncles pour la succession. Abu Abd-Allah a capturé son oncle al-Mu'tamid et l'a aveuglé. Il a également fait arrêter son propre frère Abu-l Fadl. Alors qu'il participait à une expédition militaire dans le Sud, deux autres princes hafsides se révoltèrent, Abu-Yahya Zakariya et son frère. Ils ont fui vers Constantine mais ont été attirés à Tunis avec une offre de clémence avant d'être eux aussi apparemment exécutés. Abu Abd-Allah lui-même mourut de maladie alors qu'il était en campagne contre les rebelles bédouins en septembre 1435. Au cours de son bref règne, il fut responsable de la construction d'une fontaine publique à Bab Saadoun et d'une madrasa portant son nom, également à Tunis.
Après sa mort, les troubles ont continué jusqu'à ce que tous les rebelles soient finalement maîtrisés par son frère et successeur Abu 'Amr' Uthman.

## Sources
- Ilahiane, Hsain (2006). Historical Dictionary of the Berbers (Imazighen). Lanham Maryland: The Scarecrow Press. p. 156.  (ISBN 978-0-8108-5452-9). Retrieved 7 February 2021.
- Muzaffar Husain Syed; Syed Saud Akhtar; B D Usmani (2011-09-14). Concise History of Islam. Vij Books India Pvt Ltd. p. 148.  (ISBN 978-93-82573-47-0). Retrieved 30 December 2020.
- Brunschwig, Robert (1940). La Berberie Orientale sous les Hafsides. Adrienne-Maisonneuve. Retrieved 1 January 2021.
- Idris El Hareir; Ravane Mbaye (2011-01-01). The Spread of Islam Throughout the World. UNESCO. p. 419.  (ISBN 978-92-3-104153-2). Retrieved 12 February 2021.

- (en) Cet article est partiellement ou en totalité issu de l’article de Wikipédia en anglais intitulé « Abu Abd-Allah Muhammad al-Muntasir » (voir la liste des auteurs).